# Cầu Hoàng Long
Cầu Hoàng Long là một cây cầu bắc qua sông Mã tại thành phố Thanh Hóa, tỉnh Thanh Hóa, Việt Nam.
Cầu nằm về phía hạ lưu, song song với cầu Hàm Rồng, nối liền hai phường Hàm Rồng và Tào Xuyên thuộc thành phố Thanh Hóa.
Cầu Hoàng Long được khởi công xây dựng vào năm 1997 nhằm tách đường bộ ra khỏi cầu Hàm Rồng, vốn là một cây cầu được dùng chung cho cả đường sắt và đường bộ. Cầu được khánh thành vào tháng 12 năm 2000.